# Torwald Hesser
Seth Carl Erik Torwald Hesser, född den 14 november 1917 i Stockholm, död den 24 april 2004 i Djursholm, var en svensk jurist. Han var son till Carl Hesser, måg till Birger Ekeberg och far till Margareta Skantze.
Hesser avlade juris kandidatexamen vid Stockholms högskola 1939. Efter tingstjänstgöring 1940–1943 blev han fiskal i Svea hovrätt 1943, assessor 1949 och hovrättsråd 1959. Han var byråchef för lagärenden i justitiedepartementet 1960–1965, justitieråd 1965–1984, ledamot av lagrådet 1969–1971, ordförande där 1977–1979 och ordförande på avdelning i Högsta domstolen 1983–1984. Hesser innehade ett flertal utredningsuppdrag med mera, främst kring frågor som gällde upphovsrätt och annan immaterialrätt. Han blev juris hedersdoktor vid Uppsala universitet 1971. Hesser publicerade juridiska artiklar i svenska och utländska tidskrifter. Han är begravd på Djursholms begravningsplats.

## Utmärkelser
- Kommendör med stora korset av Nordstjärneorden, 3 december 1974.[2]